# Álvaro Ramón Sequeira Mendiola
Álvaro Ramón Sequeira Mendiola es un político y guerrillero costarricense. Sequeira inició su carrera subversiva en los años noventa como para del autodenominado Brazo Armado del Pueblo disuelto por las autoridades costarricenses en 1991, por cuya participación Sequeira enfrentó juicio. El grupo pretendía un golpe de Estado contra el entonces gobierno de Rafael Ángel Calderón Fournier y entrenaba en La Unión de Pococí. Sequeira y otros participantes de la guerrilla fueron absueltos en 1993 por problemas en la realización del juicio. Mendiola se enfrentaría de nuevo con las autoridades por organizar la toma de una finca privada en 1997 en Alajuelita.
En 2010 Sequeira sería candidato a alcalde de Alajuelita por medio del partido evangélico Renovación Costarricense obteniendo 5% de los votos. En 2013 intentaría sin éxito fundar el partido "Frente Democrático Campesino" cuya inscripción fue denegada por el Tribunal Supremo de Elecciones por inconsistencias que no fueron subsanadas en el procedimiento.
En 2019 Sequeira sería arrestado junto a su hijastro por delitos de sedición, propaganda contra el orden constitucional y amotinamiento tras grabar un video viral distribuido en redes sociales como parte del autondenominado Frente Patriota 7 de Julio que hizo un llamado a deponer por las armas al gobierno constitucional costarricense durante la presidencia de Carlos Alvarado Quesada. Sequeira tenía una condena de 12 años de prisión por estafa pendiente.